# 彼得·多克
彼得·多克（英語：Peter Doak，1944年3月9日—），澳大利亚男子游泳运动员。他曾代表澳大利亚参加1964年夏季奥林匹克运动会游泳比赛，获得男子4×100米自由泳接力铜牌和男子4×200米自由泳接力第四名。